# Franklin serija 4
Franklin 4 (am. vojaška oznaka O-150, O-170, O-175 in O-200) je serija 4-valjnih zračnohlajenih protibatnih letalskih motorjev, ki jih je proizvajal ameriški Franklin Engine Company v 1930ih in 1940ih.

## Različice
Vir: 
4A4-75
4A4-85
4A4-95
4A4-100
4AC
4AC-150(O-150)
4AC-150-40  - 40 KM (30 kW) pri 1875 rpm
4AC-150-50  - 50 KM (37 kW) pri 2300 rpm
4AC-150-A  - 60 KM (45 kW) pri 2400 rpm
4AC-17160 KM (45 kW) KM pri 2350 rpm - (O-170)
4AC-176(O-175)
4AC-176-B  - 65 KM (48 kW) pri 2200 rpm
4AC-176-BA (O-175-1) - 65 KM (48 kW) pri 2300 rpm
4AC-176-C  - 75 KM (56 kW) pri 2500 rpm
4AC-176-D  - 80 KM (60 kW) pri 2650 rpm
4AC-176-F  - 80 KM (60 kW) pri 2500 rpm
4ACG-176(O-175)
4AC-199(O-200)
4AC-199-B  - 65 KM (48 kW) pri 1950 rpm
4AC-199-D  - 85 KM (63 kW) pri 2500 rpm
4AC-199-E (O-200-1) - 90 KM (67 kW) pri 2500 rpm
4AC-199-H (O-200-5) - 113 KM (84 kW) pri 3500 rpm
4ACG-199O-200
4A-225O-225
4AL-225O-225
4A-235O-235
Sport 4O-235

## Uporaba
- Aeronca 50 Chief
- Aeronca Arrow
- Culver Cadet
- Falconar F11 Sporty
- Fetterman Chickadee
- Goodyear Duck
- Interstate Cadet
- Langley Twin
- Payne MC-7
- Piasecki PV-2
- Piper J-3F Cub
- Piper PA-7
- Porterfield Collegiate
- Rearwin Skyranger
- Rose Parakeet
- Sackett Jeanie
- Stinson Voyager 10A
- Stout Skycar II
- Taylorcraft BF and L-2
- Vought-Sikorsky VS-300

## Specifikacije (4AC-176-BA2, O-175-1)
- Tip: 4-valjni zračnohlajeni bencinski protibatni motor
- Premer valja: 102 mm
- Hoda bata: 89 mm
- Delovna prostornina: 2,88 l
- Dolžina: 726 mm
- Širina: 767 mm
- Višina: 508 mm
- Teža: 182,6 kg

- Vplinjač: 1x Marvel-Schebler MA-3P vplinjač
- Gorivo: 73 oktansko
- Oljni sistem: s črpalko (wet sump)
- Hlajenje: zračno

- Moč: 65 KM (48,5 kW) pri 2300 obratih (vzlet)
- Specifična moč: 0,37 KM/in³ (16,837 kW/l)
- Kompresijsko razmerje: 6:1
- Specifična poraba goriva: 0,49 lb/KM/urp (0.298 kg/kW/uro) med križarjenjem
- Poraba goriva: 0,003 lb/KM/uro (0,0018 kg/kW/uro) med križarjenjem
- Razmerje moč/teža: 0,357 KM/lb (0,587kW/kg)